# Constantino (homem gloriosíssimo)
Constantino (em latim: Constantinus) foi um nobre bizantino e homem gloriosíssimo do século VI, filho de Hiério e Maria e neto de Constantino. Herdou de seu pai uma residência de Constantinopla e uma propriedade em Coparia. Era pai de uma dama de nome desconhecido nascida depois de 555.